# Parapachyiulus recessus
Parapachyiulus recessus är en mångfotingart som beskrevs av Sergei I. Golovatch 1979. Parapachyiulus recessus ingår i släktet Parapachyiulus och familjen kejsardubbelfotingar. Inga underarter finns listade i Catalogue of Life.